# Mirosław Skibniewski
Mirosław Jan Skibniewski (ur. 14 września 1957 w Warszawie) – profesor inżynierii systemów zarządzania w budownictwie.

## Życiorys
Po studiach na Politechnice Warszawskiej w 1981 r. podjął pracę na stanowisku inżyniera zespołu badawczego w firmie Pittsburgh Testing Laboratory w USA, zajmując się zagadnieniami bezpieczeństwa i awarii konstrukcji. Po uzyskaniu doktoratu z automatyki budowlanej w Carnegie Mellon University w 1986 r. został zatrudniony na stanowisku adiunkta (Assistant Professor) Uniwersytetu Purdue w stanie Indiana, gdzie w 1990 r. otrzymał stanowisko docenta, a w 1995 r. – profesora. W latach 1997–2004 pełnił funkcję prorektora Uniwersytetu Purdue. W latach 2005–2010 był kierownikiem Katedry Organizacji i Zarządzania w Budownictwie im. A. Jamesa Clarka University of Maryland w College Park. W latach 2010–2011 był rektorem politechniki (Dean of the College of Engineering) w Khalifa University w Abu Zabi. Jest profesorem w Centrum Zarządzania Projektami Wydziału Inżynierii Lądowej i Środowiskowej University of Maryland (USA).
Mirosław Skibniewski jest profesorem tytularnym w Polsce; byłym współpracownikiem Instytutu Mechanizacji Budownictwa i Górnictwa Skalnego w Warszawie i Wydziału Zarządzania Politechniki Białostockiej oraz aktualnym współpracownikiem Instytutu Informatyki Teoretycznej i Stosowanej Polskiej Akademii Nauk.
Skibniewski jest autorem ponad 300 publikacji naukowych, w tym wielu tomów wydań materiałów konferencyjnych oraz monografii książkowej Robotics in Civil Engineering wydanej w 1988 r. jednocześnie w Wielkiej Brytanii i w USA. Jest także laureatem nagród za prace naukowe w dziedzinie automatyki i informatyki dla przemysłu budowlanego, m.in. przyznanej w 1986 r. przez prezydenta Ronalda Reagana nagrody Amerykańskiej Fundacji Nauki (National Science Foundation) Presidential Young Investigator, nagrody Walter L. Huber Research Prize przyznanej w 1998 r. przez American Society of Civil Engineers (ASCE) i nagrody Richard L. Tucker – Yukio Hasegawa Award przyznanej w 2007 r. przez Międzynarodowe Stowarzyszenie Automatyki i Robotyzacji w Budownictwie. Wieloletni współpracownik koncernów inżynieryjno-budowlanych w USA, w Japonii i w Tajwanie. Od 1994 r. jest redaktorem naczelnym międzynarodowego pisma naukowego Automation in Construction. Członek kolegiów redakcyjnych ponad dwudziestu pism naukowych wydawanych w USA, w Wlk. Brytanii i w Hongkongu.
Kilkukrotny stypendysta Fundacji Fulbrighta i Humboldta w Argentynie, Chile i Niemczech; profesor wizytujący uniwersytetów w USA, Australii, Chinach, Tajwanie, Singapurze, Korei Południowej, Hongkongu, Izraelu, Egipcie, Niemczech, Wielkiej Brytanii i Słowacji. Odbył konsultacje lub szkolenia w ponad 40 krajach na 5 kontynentach. Profesor honorowy Wydziału Inżynierii Lądowej Politechniki Warszawskiej, b. Moskiewskiego Państwowego Uniwersytetu Przemysłowego (obecnie Moskiewski Uniwersytet Politechniczny), Uniwersytetu Tsinghua w Pekinie, Uniwersytetu Tianjin (Tiencin, Chiny), Huazhong University of Science and Technology (Wuhan, prow. Hubei, Chiny), Uniwersytetu Technicznego Chaoyang w Taizhong (Tajwan), Uniwersytetu Politechnicznego w Hongkongu, Nanyang Technological University (Singapur) i Narodowego Uniwersytetu Singapuru. Członek rzeczywisty Akademii Inżynierskiej w Polsce, członek zagraniczny Rosyjskiej Akademii Inżynierskiej, Distinguished Visiting Fellow Królewskiej Akademii Inżynierskiej (Wielka Brytania), doktor honoris causa Politechniki Wileńskiej.